# Marika Kōno
Marika Kōno (高野 麻里佳, Kōno Marika), née le 22 février 1994 à Tokyo, est une seiyū japonaise.

## Rôles

### Anime
- Azur Lane : Siren Purifier
- Bokutachi wa benkyō ga dekinai : Mizuki Yuiga
- Hinako Note : Yua Nakajima
- Isekai wa Smartphone to tomo ni. : Yumina Urnea Belfast
- Log Horizon 2 : Kurinon
- Mitsuboshi Colors : Sat-chan
- No Guns Life : Scarlett Gosling
- Overlord : Nemu Emmot
- Re:Zero kara Hajimeru Isekai Seikatsu : Petra Leyte
- Shokugeki no Soma : La fille
- Slow Start : Sachi Tsubakimori
- Gochūmon wa usagi desu ka? : Membre du club des roturiers C
- Onimai i´m now your sister ! : Mahiro Oyama
- The Shiunji Family Children : Seiha Shiunji

### Jeu vidéo
- Azur Lane : Hatsuharu
- Azur Lane Crosswave : Siren Purifier
- Fire Emblem Fates : Midori
- Fire Emblem Heroes : Midori / Monica / Kronya
- Fire Emblem: Three Houses : Monica / Kronya
- Fire Emblem Warriors: Three Hopes : Monica / Kronya
- King's Raid : Shea
- Kirara Fantasia : Lamp
- Magia Record : Reira Ibuki
- Mobius Final Fantasy : Sophie
- Sengoku Musou ~Sanada Maru~ : Chacha
- One piece odyssey : Lim